# Sven Ortoli
 (janvier 2009).
Si vous disposez d'ouvrages ou d'articles de référence ou si vous connaissez des sites web de qualité traitant du thème abordé ici, merci de compléter l'article en donnant les références utiles à sa vérifiabilité et en les liant à la section « Notes et références ».
 (mai 2025).
Motif : pas assez de sources secondaires, est-on dans les critères de notoriété pour un journaliste ?
- Archive Wikiwix
- Bing
- Cairn
- DuckDuckGo
- E. Universalis
- Gallica
- Google
- G. Books
- G. News
- G. Scholar
- Persée
- Qwant
- (zh) Baidu
- (ru) Yandex
- (wd) trouver des œuvres sur Wikidata

| 1. | Préciser le motif de la pose du bandeau. | Précisez le motif de la pose du bandeau en utilisant la syntaxe suivante : {{admissibilité à vérifier\|date=mai 2025\|motif=remplacez ce texte par le motif}}                    |
| 2. | Informer les utilisateurs concernés.     | Pensez à avertir le créateur de l'article, par exemple, en insérant le code ci-dessous sur sa page de discussion : {{subst:avertissement admissibilité à vérifier\|Sven Ortoli}} |

Sven Ortoli est un journaliste et un auteur, né le 6 juillet 1953, à Saint-Mandé, en France.

## Biographie
Sven Ortoli naît  né le 6 juillet 1953 à Saint-Mandé, en France. Après un doctorat de troisième cycle en physique des solides (1980, Laboratoire Friedel-Castaing à Orsay), il devient journaliste scientifique. Pour le mensuel Science & Vie, il se spécialise dans les questions militaires et dans la vulgarisation de la physique. En 1988, à la demande de Paul Dupuy, petit-fils du fondateur de La Science et la Vie et propriétaire du groupe de presse Excelsior, Sven Ortoli crée Science & Vie Junior qui sera suivi, dix ans plus tard, de son petit frère Science & Vie Découverte. Il en sera le directeur des rédactions jusqu'en octobre 2003.
Il reçoit le prix de vulgarisation de l'Académie des sciences pour Science & Vie Junior en 1996. Passionné par l'histoire des sciences et des idées, il ira protester à la Sorbonne durant la thèse de l'astrologue Élizabeth Teissier.
Après un passage à Bayard Presse (comme directeur éditorial du projet Eurêka), il devient conseiller de la revue Philosophie Magazine], pour laquelle il dirige aujourd'hui les Hors-séries.

## Famille
Il est le fils de l'amiral Paul Ortoli et de Brynhild Helander. Il est marié et père de cinq enfants.[réf. nécessaire]

## Œuvres
- Le Cantique des quantiques: le monde existe-t-il ? (avec Jean-Pierre Pharabod), éd. La Découverte, 1984 (rééd. La Découverte Poche, 2007).
- Histoire et Légendes de la supraconduction (avec Jean Klein), éd. Calmann-Levy, 1989.
- Aventure quantique (dessinateur, Jean-Michel Pelhate), éd. Belin, 1993.
- La Baignoire d'Archimède: petite mythologie de la science (avec Nicolas Witkowski), éd. du Seuil, 1996.
- Manuel de survie dans les dîners en ville (avec Michel Eltchaninoff), éd. du Seuil, 2007.
- Les Insupportables (essai, avec Michel Eltchaninoff), éd. du Seuil, 2009.
- Carnet d'excuses: mille et une manières de se défiler, éd. du Seuil, 2010.
- Tintin au pays des philosophes (avec Michel Serres), Philo Editions, 2011.
- Métaphysique quantique: les nouveaux mystères de l'espace et du temps (avec Jean-Pierre Pharabod), éd. La Découverte, 2011.
- La vie a-t-elle un sens ? Bande dessinée et philosophie (dir.), Philo Editions, 2012.
- Albert Camus, la pensée révoltée (dir.), Philo Editions, 2013.
- Légers Vertiges, des chiffres qui donnent à penser (Philo Editions, Mars 2018)
- Gaston, un philosophe au travail (direction), Philo Editions novembre 2019